# Rhytidoponera scaberrima
Rhytidoponera scaberrima é uma espécie de formiga do gênero Rhytidoponera.